# Питляр (село)
Пи́тляр — село в Шурышкарском районе Ямало-Ненецкого автономного округа России.

## География
Расположено на правом берегу реки Обь, в 85 км к югу от города Салехарда и в 74 км к северо-востоку от районного центра, села Мужи.

## Население
| 1989 | 2002 | 2010 | 2011 | 2012 | 2013 | 2014 |
| ---- | ---- | ---- | ---- | ---- | ---- | ---- |
| 493  | ↗538 | ↘501 | ↘499 | ↘483 | ↘482 | →482 |
| 2015 | 2016 | 2017 | 2018 | 2019 | 2021 |      |
| ↗492 | ↘487 | ↘475 | ↘459 | ↗460 | ↗535 |      |

## История
В 1794 году появляются первые упоминания о Питлярских юртах, расположенных на месте деревни Ханты-Питляр, где проживали 72 жителя в 7 хозяйствах.
Датой образования села считается 28 июня 1898 года. Питляр, в переводе с ханты языка, означает «упавший с неба».
1894 г. В Питляре открывается молитвенный дом с помещением для школы и пятью монашествующими сестрами.
1898 г. «Торговый дом Михаил Плотников и сыновья» основал первую в Нижнем Приобье рыбоконсервную фабрику на песке Питлярском — в 110 верстах ниже п. Березово.
27 июня 1944 года на основании Указа Президиума Верховного Совета РСФСР был образован Питлярский сельсовет, в состав которого входит село Питляр и деревня Парават.
В январе 1951 года путём слияния колхоза «Красный пахарь» (посёлок Питляр) и «Голос рыбака» (деревня Ханты-Питляр) был организован колхоз имени Жданова.
В 2005—2022 годах образовывало сельское поселение село Питляр, упразднённое в 2022 году в связи с преобразованием муниципального района в муниципальный округ.

## Инфраструктура
Улицы в селе:
- улица Апалькова
- переулок Брусничный
- проезд Ветеранов
- улица Лесная
- улица Набережная
- улица Новая
- улица Победы
- улица Полевая
- проезд Проезд Брусничный
- проезд Проезд Спортивный
- проезд Проезд Энергетиков
- переулок Рабочий
- улица Советская
- улица Совхозная